# Asr
La Asr  (en árabe: صَلَاةُ العَصْر‎, romanizado: ṣalātu al-ʕaṣur, lit. 'Oración de la tarde') es la oración diaria correspondiente a la tarde recitada por los musulmanes practicantes. Es la tercera de las cinco oraciones diarias requeridas. Dichas 5 oraciones colectivamente forman uno de los cinco pilares del Islam, en el sunismo, y uno de los diez Furoo-ul-deen, de acuerdo al chiismo. La asr está conformada por 4 rak'ah y se ora silenciosamente. Cuando se viaja, y de acuerdo a algunos madhabs, puede llegar a reducirse a 2 rak'ahs. Se menciona a la asr en el Corán en 2:238.
- Datos: Q756858
- Multimedia: Asr / Q756858